# 反叛亂
反叛乱（英语：Counterinsurgency，缩写为COIN）指对抗叛乱或反抗活动的综合性军事、政治和社会策略。其主要目标是削弱和消灭叛乱分子的力量，同时通过改善治理、提供安全和促进经济发展来赢得民众的支持。反叛乱战略通常包括军事行动、情报收集、心理战、民事事务和与地方社区的合作，旨在消除叛乱的根源并重建国家的合法性和稳定性。
在反叛乱行动中，平民与战斗人员之间的界限往往模糊不清。反叛乱行动可能包括试图争取民众的支持。另一种方式则是通过滥用暴力，企图恐吓或消灭被怀疑忠于叛乱分子的平民群体。

## 主要战术

### 斩首行动
斩首行动是反叛乱的一种重要战术，指对特定叛乱分子进行精准打击，通常通过特种部队或无人机实施。这种战术旨在消灭叛乱组织的关键成员，从而削弱其指挥结构和战斗能力，通常需要强大的情报支持，以确保目标的准确性和减少平民伤亡。

### 围剿
围剿（Cordon and Search) 通过封锁特定地区并进行全面搜查，力求清除该区域内的叛乱分子。在实施围剿时，部队首先设立警戒区，切断叛乱分子的逃跑路线，然后逐家逐户地进行搜索，以找到藏匿的武器和叛乱分子。此战术的有效性在于可以彻底掌握局势，消除叛乱活动的根源。

### 突袭
突袭也是反叛乱中不可或缺的一部分，这种战术通过快速凶狠的攻击行动，在敌人未做好准备时造成打击。突袭的目标是迅速摧毁叛乱分子的设施或人员，成功后立即撤离，以避免长时间的正面交战。这种快速的战术能够打击叛乱分子的士气和信心。

### 抽干海水
在战术层面，“抽干海水”或“排干水”的概念指的是通过强制迁移或消灭平民（“水”）来暴露叛乱者或反抗军（“鱼”）。换句话说，这种方法剥夺了叛乱者依赖当地民众的支持、掩护和资源。这一策略通常针对支持叛乱的特定区域，但从个体角度来看却是无差别的。 在反叛乱行动中使用这一技术的例子包括第二次布尔战争、希腊内战、 罗兴亚冲突、以巴冲突、 以及新疆冲突。

## 历史

### 古代与中世纪反叛乱
反叛乱战术可以追溯到古代。古罗马帝国、波斯帝国、中国汉朝等政权都曾应对内部起义和边境叛乱。古罗马军队通过建立军事据点、修建道路和边境防御工事，设立轻装快速反应部队迅速剿灭叛乱。在中国历史上，秦朝、汉朝以及明清等王朝也曾使用“剿抚结合”策略，通过军事打击和招降来平息大规模的农民起义，如汉武帝平定西南夷、明朝镇压倭寇和张献忠的叛乱等。
中世纪欧洲的封建王国和帝国同样经常面对叛乱问题。十字军东征期间，欧洲王国曾多次镇压叛乱势力，如法国对阿尔比派异端的镇压和英格兰对爱尔兰叛乱的镇压。军事打击结合宗教镇压是这一时期的常见手段，特别是在中世纪宗教战争中，教会的力量在反叛乱中也起到了关键作用。

### 殖民时代反叛乱
到了近代，随着全球殖民扩张，反叛乱作战也进入了一个新阶段。在16至19世纪，欧洲列强在非洲、亚洲和美洲的殖民地中频繁应对原住民的起义和反抗。例如，英国在印度的统治期间，不断镇压印度各地的叛乱，如1857年的印度大起义；法国则在阿尔及利亚应对反殖民的叛乱。殖民者通常使用残酷的军事镇压手段，同时施行文化同化和行政控制，试图通过打击叛乱势力及其支持基础来巩固统治。
殖民地的反叛乱行动往往具有高度的不对称性，殖民者使用精良的武器、军事组织和战略来对付装备简陋的叛乱者。然而，殖民地的地理条件和民族情绪常常让叛乱势力能够以游击战的形式长期存在。例如，马来亚共产党领导的叛乱通过长期的游击战困扰英国殖民政府，最终促使英国在1950年代采取更加系统化的反叛乱战略。

### 20世纪初期反叛乱
在20世纪早期，反叛乱作战进入了现代化阶段，特别是在两次世界大战期间。随着民族独立运动的兴起，许多国家爆发了内战、叛乱和革命。苏联十月革命后，俄国内战成为典型的反叛乱案例，工农红军通过残酷的军事打击和政治镇压，最终镇压了反革命势力。在中国抗日战争期间，日本军队采取了严厉的反叛乱行动，特别是在抗日根据地。中国共产党领导的八路军和新四军，以及国民党游击队，在中国广袤的农村地区对日军发动了广泛的游击战。面对这些反抗，日本军队采取了一系列残酷的反叛乱措施，包括三光政策，报复性屠杀，和集中营制度。与此同时，中国的国共内战也展示了反叛乱和游击战的复杂交织。

### 冷战时期反叛乱
冷战时期，反叛乱作战成为全球许多国家的重要军事任务。此时，世界各地的反叛乱行动多与意识形态对抗相关，特别是在亚洲、拉丁美洲和非洲的多个地区。西方国家特别是美国和苏联，分别支持反共或反资本主义的政府或叛乱组织，推动了全球范围内的反叛乱行动。
美国在越南战争中面对的是典型的游击战与叛乱相结合的作战形式。越南南部的越共游击队得到了北越政权和其他社会主义国家的支持，通过对乡村的控制、利用地形和民众的支持，进行了长期的游击战。美国在越南战争中进行了大量的反叛乱作战，使用了围剿、扫荡、化学武器、空袭等手段，试图剿灭越共。但这些方法未能获得成功，反而激起了越南民众的强烈反抗，最终导致美国在1973年撤军。
在非洲，阿尔及利亚的反法独立战争是另一重要的反叛乱战例。法国军队在阿尔及利亚对反叛军进行大规模军事镇压，实施焦土政策和严酷的刑罚来震慑叛乱分子。然而，反叛军通过游击战术和利用民众支持，最终成功地推翻了法国的殖民统治。
苏联在阿富汗的军事干预同样催生了许多叛乱军。苏联军队入侵阿富汗后，试图支持亲苏政权，但遭到了由美国、巴基斯坦和沙特阿拉伯支持的圣战者的强烈抵抗。苏联军队进行空袭、强制迁移以及地面清剿行动，试图压制圣战游击队。由于阿富汗复杂的地形和分散的抵抗，苏联军队无法取得决定性胜利。与此同时，苏联扶植了亲政府的民兵和武装力量，试图在阿富汗农村地区维持控制。